# Женевская конференция (1955)
Женевский саммит 1955 года был встречей времен холодной войны в Женеве, Швейцария. 18 июля 1955 года состоялась встреча «Большой четверки»: президента Соединённых Штатов Дуайта Д. Эйзенхауэра, премьер-министра Великобритании Энтони Идена, премьер-министра Советского Союза Николая А. Булганина и премьер-министра Франции Эдгара Фора. Их сопровождали министры иностранных дел четырёх держав (которые также были членами Совета министров иностранных дел): Джон Фостер Даллес, Гарольд Макмиллан, Вячеслав Молотов и Антуан Пинэ. Также на нем присутствовал Никита Хрущев, фактический лидер Советского Союза.
Это была первая подобная встреча со времен Потсдамской конференции десятью годами ранее.
Цель состояла в том, чтобы собрать вместе мировых лидеров для начала дискуссий о мире. Хотя эти дискуссии вели разными путями (переговоры по вооружениям, торговые барьеры, дипломатия, ядерная война и т. д.), На переговоры повлияла общая цель укрепления глобальной безопасности.

## Миссия
Заявленной миссией саммита 1955 года было снижение международной напряженности. Женевский саммит рассматривался как чрезвычайно важный строительный блок для укрепления дружеских отношений и более открытого общения между лидерами «Большой четверки». Создание международного сообщества было задумано как способ помочь ослабить глобальную напряженность и недоверие. Это сообщество заложило бы важнейший фундамент единого мира, в котором минимальные барьеры для торговли и общие интересы послужили бы зарождению дипломатии. Этот саммит проложил путь для дальнейшего обсуждения международных отношений и сотрудничества, предшествуя другим значительным саммитам, таким как ОСВ I и Вашингтонский саммит 1973 года.
В той или иной степени обсуждались такие темы, как торговые соглашения между Востоком и Западом, тарифы, гонка вооружений, международная безопасность и политика разоружения. Наиболее значительным предложением, сделанным президентом Эйзенхауэром, был его план «Открытое небо», который предусматривал создание международной системы воздушного мониторинга. Целью этой политики было помешать странам накапливать опасное оружие и в конечном итоге привести к разоружению всего оружия массового уничтожения. Удивительно, но одной из целей, которые американские политические советники преследовали на конференции, было не давать Советам никаких конкретных обещаний или гарантий. В прошлом советские лидеры впоследствии неверно истолковывали американские предложения как искренние обещания, которые могли привести к ещё большему расколу вместо единства. Поскольку эта встреча была первой в своем роде, нужно было посеять семена объединения, и ничего больше.
Вопрос о торговых соглашениях между Востоком и Западом требовал очень деликатного обсуждения. Все предыдущие переговоры по торговому соглашению между Востоком и Западом носили далеко не дипломатический характер. В прошлом торговые соглашения всегда были поводом для дискуссий и жарких споров. Ни Великобритания, ни США не были готовы делиться контролем над своими торговыми сферами, если от этого не было очевидных стратегических преимуществ. Страны оказались в тупике, потому что никто не был готов идти на компромисс ради блага мирового сообщества. Проблема мирных переговоров заключается в том, что, хотя каждая нация осознает важность и преимущества мира, взаимного доверия никогда не бывает достаточно для обеспечения успеха таких переговоров. Переговоры в Женеве помогли растопить лед и познакомить страны с преимуществами глобальной свободной торговли. Кроме того, просто встретившись и поговорив, лидеры смогли наладить отношения и иметь оптимистичный взгляд на мирное будущее и сотрудничество.

## Холодная война и Женева
Холодная война оказала серьёзное влияние на темы, обсуждавшиеся в ходе Женевского саммита. Международная напряженность достигла своего пика во время холодной войны; поскольку напряженность росла, лидеры холодной войны подумали, что было бы хорошей идеей объединиться ради общего дела мира в Женеве.
Мировые лидеры обсудили вопросы безопасности, вооружений, объединения Германии и укрепления отношений между Востоком и Западом. Хрущев был готов допустить объединение Германии при условии соблюдения ею нейтралитета, но вступление Западной Германии в НАТО в мае ещё больше осложнило ситуацию. Хрущев хотел ликвидации как НАТО, так и Варшавского договора, которые были заменены новой системой коллективной безопасности. Согласно воспоминаниям Андрея Громыко, советской делегацией было сделано заявление о том, что если мир является единственной целью НАТО, то у Советского Союза не может быть возражений против вступления в НАТО. Именно Аллен Даллес посоветовал Дуайту Эйзенхауэру отказаться от этого предложения, и эта тема была проигнорирована в течение остальной части саммита. Эта конференция ознаменовала эпоху возрождения оптимизма в отношениях времен холодной войны, однако позже это было нарушено Суэцким кризисом.